# Śmierć jeździ konno
Śmierć jeździ konno (wł. Da uomo a uomo, ang. Death Rides a Horse) – włoski spaghetti western z 1967 roku w reżyserii Giulio Petroniego. W Stanach Zjednoczonych film jest własnością publiczną. Quentin Tarantino nawiązał do tego filmu w Kill Bill oraz w Bękartach wojny.

## Fabuła
Kilkuletni Bill był świadkiem wymordowania swojej rodziny przez czterech bandytów. Kilkanaście lat później, gotowy pomścić swoich najbliższych, spotyka Ryana, który poszukuje tych samych mężczyzn, gdyż ukradli mu pieniądze.

## Obsada
- Lee Van Cleef – Ryan
- John Phillip Law – Bill
- Luigi Pistilli – Walcott
- Anthony Dawson – Burt Cavanaugh / Manina
- Jose Torres – Pedro
- Mario Brega – One-Eye